# Leptobrachium bompu
Cóc mắt xanh (Danh pháp khoa học: Leptobrachium bompu) là một loài cóc thuộc họ Megophryidae, là một trong những loài động vật thú vị nhất trong lần phát hiện năm 2011 tại vùng tây bắc của Ấn Độ. Đôi mắt của nó là một màu xanh xám nổi bật, đồng tử hẹp, dọc, da nhăn nheo và một số dấu hiệu khác nữa. Chúng khá ngoan ngoãn và thoải mái khi tiếp xúc với con người, có kích thước nhỏ, khoảng 4,7 cm. Tên gọi bompu được đặt theo tên địa danh địa phương nơi đoàn nghiên cứu cắm trại.